# بهترین بازیکن سال سر مت بازبی

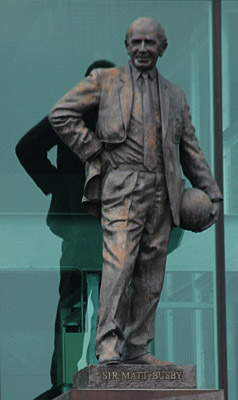
مجسمهٔ سر مت بازبی

بهترین بازیکن سال سر مت بازبی (به انگلیسی: Sir Matt Busby Player of the Year) که از سال ۱۹۸۸ تا ۹۵ با نام بهترین بازیکن باشگاه فوتبال منچستر یونایتد شناخته می‌شد، جایزه‌ای است که به بهترین بازیکن فصل منچستر یونایتد از نگاه هواداران اعطا می‌شود. به احترام سر مت بازبی سرمربی سال‌های دور منچستر یونایتد که قهرمانی‌های زیادی را برای این تیم به ارمغان آورد و پس مرگ وی در سال ۱۹۹۴، باشگاه نام این جایزه را در سال ۱۹۹۶ به جایزه سر مت بازبی تغییر داد.

## برندگان جایزه
بازیکنانی که به صورت پررنگ مشخص شده‌اند، هنوز هم در باشگاه منچستر یونایتد بازی می‌کنند.

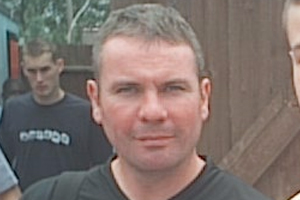
برایان مک‌کلیر؛ اولین برنده این جایزه

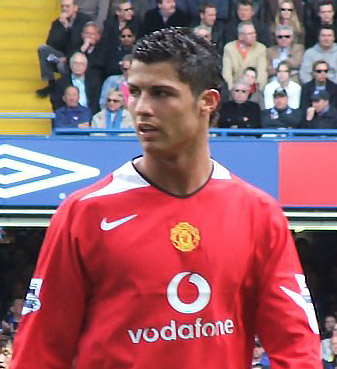
کریستیانو رونالدو؛ اولین بازیکنی که سه بار صاحب این جایزه شده‌است

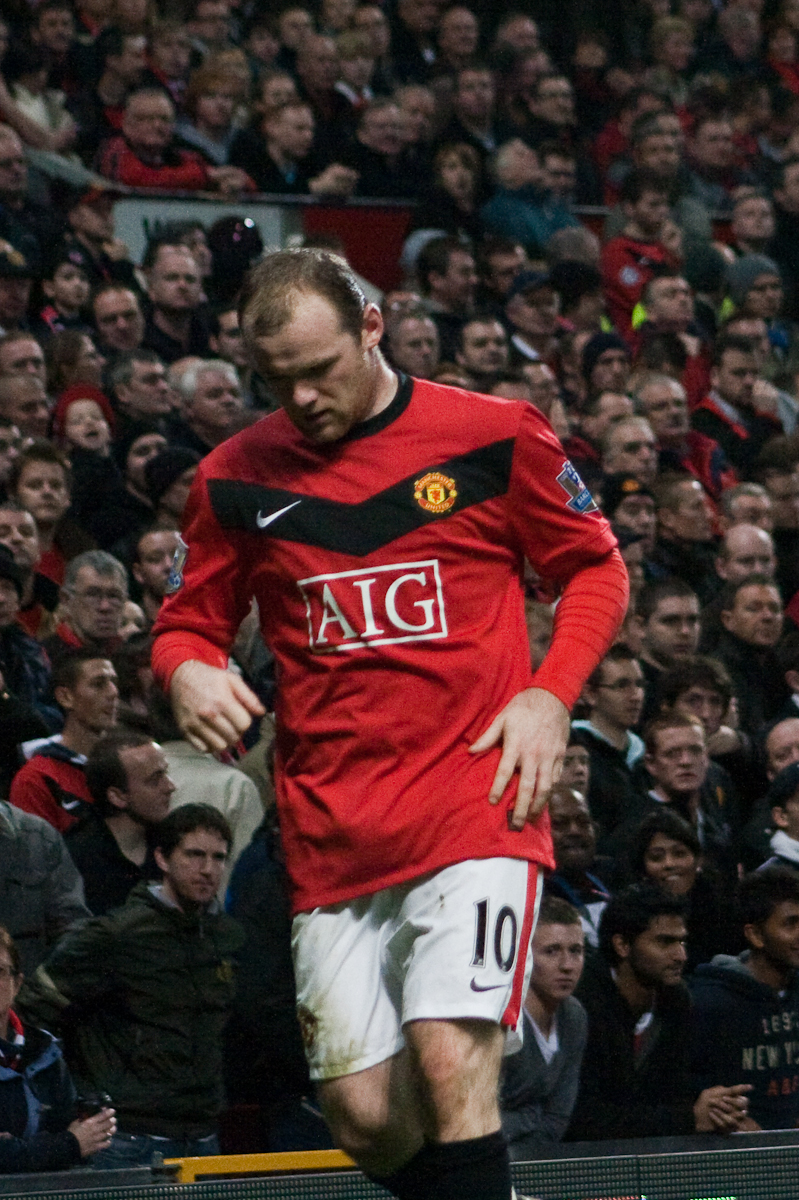
وین رونی؛ برندهٔ این جایزه در سال ۲۰۱۰

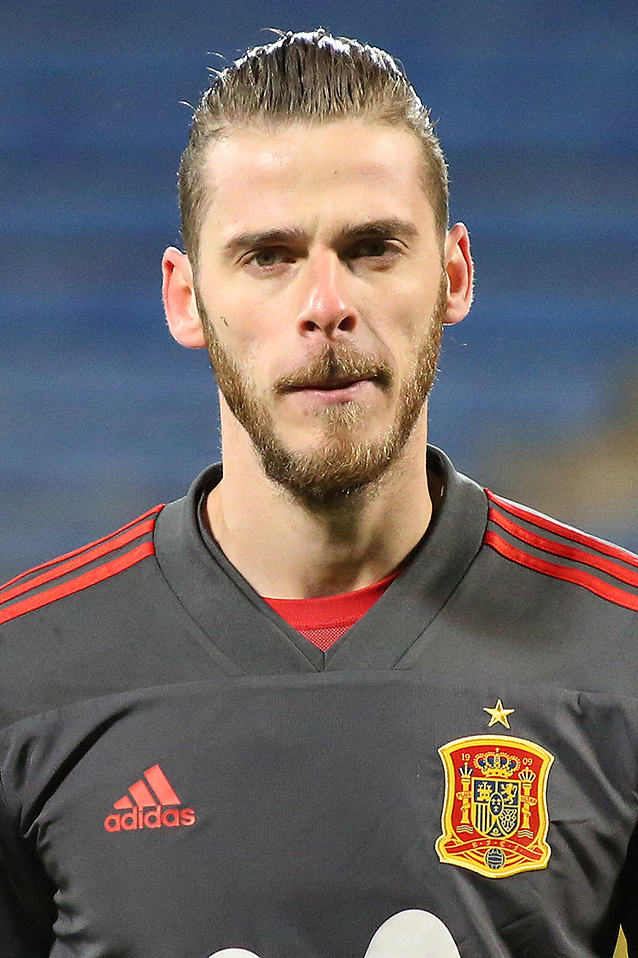
داوید د خیا؛ اولین دروازه‌بان برندهٔ این جایزه

| فصل       | نام بازیکن        | ملیّت          | پُست       | توضیحات                                               |
| --------- | ----------------- | ------------- | --------- | ----------------------------------------------------- |
| ۸۸–۱۹۸۷   | برایان مک‌کلیر     | اسکاتلند      | مهاجم     |                                                       |
| ۸۹–۱۹۸۸   | برایان رابسون     | انگلستان      | هافبک     | اولین برنده انگلیسی                                   |
| ۹۰–۱۹۸۹   | گری پالیستر       | انگلستان      | دفاع      |                                                       |
| ۹۱–۱۹۹۰   | مارک هیوز         | ولز           | مهاجم     |                                                       |
| ۹۲–۱۹۹۱   | برایان مک‌کلیر     | اسکاتلند      | مهاجم     | اولین بازیکنی که دو بار این جایزه را برد              |
| ۹۳–۱۹۹۲   | پل اینس           | انگلستان      | هافبک     |                                                       |
| ۹۴–۱۹۹۳   | اریک کانتونا      | فرانسه        | مهاجم     | اولین برنده غیر بریتانیایی                            |
| ۹۵–۱۹۹۴   | آندری کانچلسکیس   | روسیه         | هافبک     |                                                       |
| ۹۶–۱۹۹۵   | اریک کانتونا      | فرانسه        | مهاجم     |                                                       |
| ۹۷–۱۹۹۶   | دیوید بکهام       | انگلستان      | هافبک     |                                                       |
| ۹۸–۱۹۹۷   | رایان گیگز        | ولز           | هافبک     |                                                       |
| ۹۹–۱۹۹۸   | روی کین           | جمهوری ایرلند | هافبک     |                                                       |
| ۲۰۰۰–۱۹۹۹ | روی کین           | جمهوری ایرلند | هافبک     | اولین بازیکنی که جایزه را دو سال متوالی برد           |
| ۰۱–۲۰۰۰   | تدی شرینگهام      | انگلستان      | مهاجم     |                                                       |
| ۰۲–۲۰۰۱   | رود فن نیستلروی   | هلند          | مهاجم     |                                                       |
| ۰۳–۲۰۰۲   | رود فن نیستلروی   | هلند          | مهاجم     |                                                       |
| ۰۴–۲۰۰۳   | کریستیانو رونالدو | پرتغال        | هافبک     |                                                       |
| ۰۵–۲۰۰۴   | گابریل هاینزه     | آرژانتین      | مدافع     | اولین برندهٔ غیر اروپایی                               |
| ۰۶–۲۰۰۵   | وین رونی          | انگلستان      | هاجم      |                                                       |
| ۰۷–۲۰۰۶   | کریستیانو رونالدو | پرتغال        | هافبک     |                                                       |
| ۰۸–۲۰۰۷   | کریستیانو رونالدو | پرتغال        | هافبک     | اولین بازیکنی که سه بار این جایزه را برد              |
| ۰۹–۲۰۰۸   | نمانیا ویدیچ      | صربستان       | مدافع     |                                                       |
| ۱۰–۲۰۰۹   | وین رونی          | انگلستان      | مهاجم     |                                                       |
| ۱۱–۲۰۱۰   | خاویر هرناندز     | مکزیک         | مهاجم     | اولین برنده از آمریکای شمالی                          |
| ۱۲–۲۰۱۱   | آنتونیو والنسیا   | اکوادور       | هافبک     |                                                       |
| ۱۳–۲۰۱۲   | رابین فن پرسی     | هلند          | مهاجم     |                                                       |
| ۱۴–۲۰۱۳   | داوید د خیا       | اسپانیا       | دروازه‌بان | اولین دروازه‌بان برندهٔ این جایزه                       |
| ۱۵–۲۰۱۴   | داوید د خیا       | اسپانیا       | دروازه‌بان |                                                       |
| ۱۶–۲۰۱۵   | داوید د خیا       | اسپانیا       | دروازه‌بان | اولین بازیکنی که سه بار متوالی برندهٔ این جایزه شده‌است |
| ۱۷–۲۰۱۶   | آندر هررا         | اسپانیا       | هافبک     |                                                       |
| ۱۸–۲۰۱۷   | داوید د خیا       | اسپانیا       | دروازه‌بان | اولین بازیکنی که چهار بار برندهٔ این جایزه شد.         |
| ۱۹–۲۰۱۸   | لوک شاو           | انگلستان      | مدافع     |                                                       |
| ۲۰–۲۰۱۹   | برونو فرناندز     | پرتغال        | هافبک     |                                                       |